# Орта (Фрозиноне)
Орта је насеље у Италији у округу Фрозиноне, региону Лацио.
Према процени из 2011. у насељу је живело 74 становника. Насеље се налази на надморској висини од 114 м.